# 24010 Стовалл
24010 Стовалл (24010 Stovall) — астероїд головного поясу, відкритий 8 вересня 1999 року.
Тіссеранів параметр щодо Юпітера — 3,615.